# Erich Herrmann (Handballspieler)
Erich Herrmann (* 21. Mai 1914 in Berlin; † 13. April 1989 in Hamburg) war ein deutscher Feldhandballspieler.
Erich Herrmann spielte für den SC Charlottenburg und den Berliner SV 92.
Bei den Olympischen Spielen 1936 wirkte Herrmann in drei Spielen der deutschen Nationalmannschaft mit und erzielte sechs Tore, beim 10:6-Sieg im Finale gegen Österreich gelang ihm allerdings kein Tor. Zwei Jahre nach dem Olympiasieg nahm Erich Herrmann an der ersten Feldhandball-Weltmeisterschaft der Männer 1938 teil, auch hier gewann die deutsche Mannschaft den Titel. Insgesamt wirkte Herrmann in acht Länderspielen mit, davon zwei in der Halle.